# La Belle Ferronière

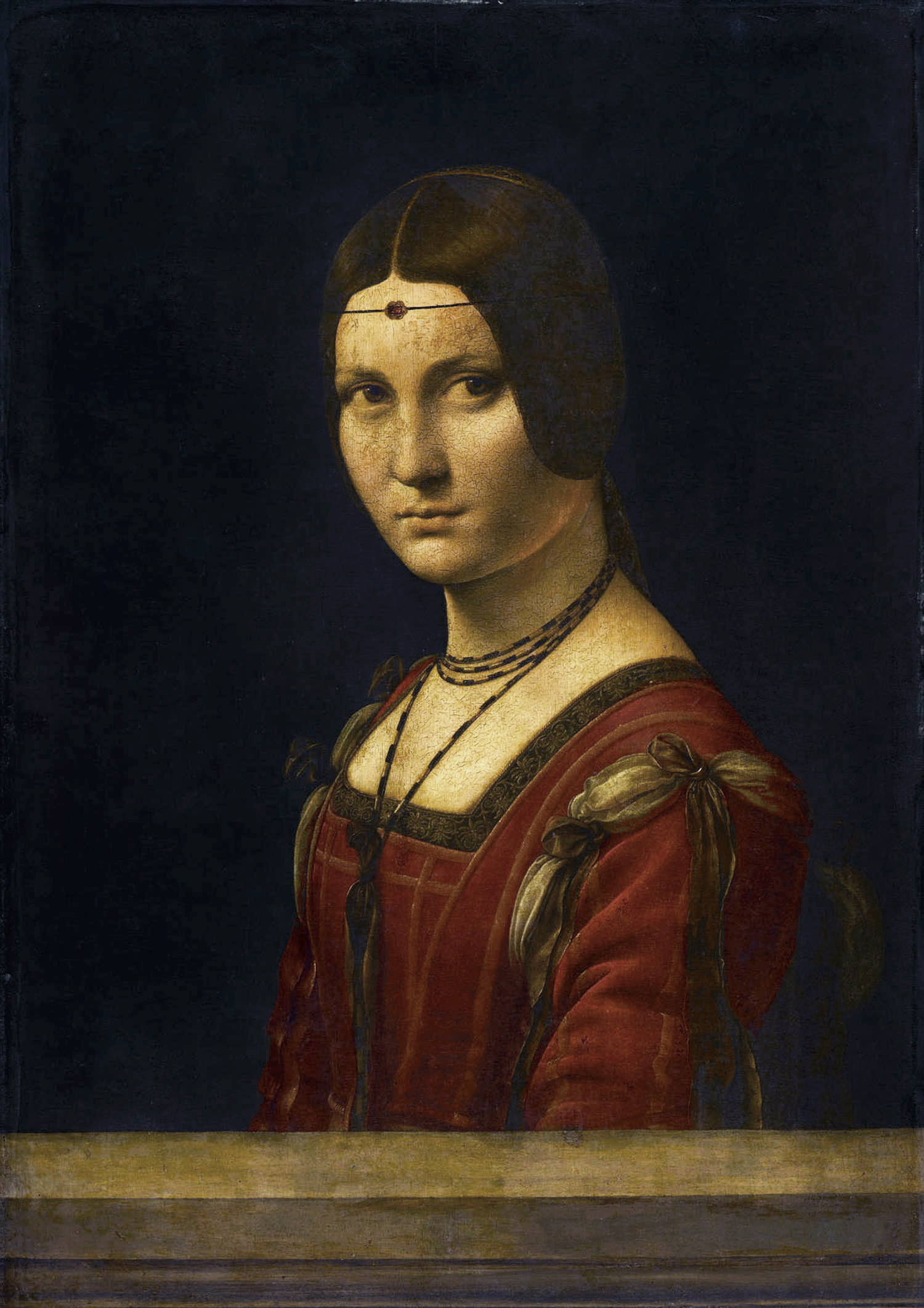
La Belle Ferronière

La Belle Ferronière je portrétní malba Leonarda da Vinciho pocházející z let 1490-1495. 
Jedná se o olejomalbu na desce z ořechového dřeva o rozměrech 63 × 45 cm. Obraz se řadí k několika málo Leonardovým portrétní dílům. Není zcela jasné, koho obraz představuje. Existují tři názory na to, kdo je zobrazovanou osobou. Podle jednoho z nich jde Cecilii Galleraniovou, milenku milánského vévody Lodovica Sforzy, kterou Leonardo portrétoval již v letech 1483 - 1490 na obraze Dáma s hranostajem. Podle jiných názorů je zobrazovanou ženou jiná vévodova milenka, Lucrezia Crivelliová. Další verze říká, že jde o vévodovu manželku Beatrice d'Este.
Ať je nepřístupně až tajemně působící žena na obraze kterákoli ze zmíněných dam, obraz se stal známým pod úplně jiným jménem. Jméno portrétované bylo totiž zaměněno za jednu z favoritek francouzského krále Františka I., manželku muže jménem Le Ferron. K záměně jména mohl přispět také šperk na jejím čele, tzv. ferronière.
Obraz lze vidět  v muzeu Louvre v Paříži. 